# Trinidad Lucea Ferrer
Trinidad Lucea Ferrer (Tudela, 18 de octubre de 1976) es una escritora española, titulada en Informática de Gestión y licenciada en Traducción e Interpretación por la Universidad de Valladolid. Además de la literatura, especialmente la poesía, ha realizado numerosas ilustraciones que publica a través de las nuevas plataformas (en su blog personal, Facebook, Instagram).

## Biografía
Sus estudios de primaria los realiza en el Colegio Público de Azpilagaña, los de secundaria en el Instituto María Ana Sanz y los completa en el Instituto Plaza de la Cruz de Pamplona entre 1995 y 1996 con sus estudios de COU. Será durante este curso cuando, tras la dura pérdida de su hermana mayor, por cáncer, buscará en la poesía la salida a tal dolor y sufrimiento. Así, en 1998, publica su poemario “Lágrimas escritas”.
Ha residido en Londres, Viena y Roma. Fue en esta ciudad, en 2015, cuando participa en “Rifflessioni”, una exposición artística que combina imagen y poesía, junto a la fotógrafa italiana Federica di Benedetto.
Ha colaborado con varias revistas como “Constantes Vitales”, “TK. La poesía en Navarra s.XXI” (Navarra) y “Poetry News” (Madrid)
Actualmente participa en la revista del Ateneo Navarro y en el blog de microrrelatos Peces extraños

## Obras y exposiciones
Sus influencias más cercanas vienen de autores como Wislawa Szymborska, Pablo Neruda, Luis Cernuda, Laura Casielles, Frida Kahlo o Paula Bonet, entre otros.
- En 1998, “Lágrimas escritas”, publicado por la Fundación Científica Caja Rural de Soria,[1] cuya recaudación fue destinada a Asociación de Ayuda a Niños con cáncer de Navarra  (ADANO), una ONG integrada en la Federación Española de Padres de Niños con Cáncer y la Confederación Internacional de Organizaciones de Padres de Niños con Cáncer (ICCCPO).[3][6]
- Inédito, “La Reconstrucción”, donde vuelve a abordar en profundidad la pérdida de un ser cercano.[1]
- En 2019, Mapas, una serie de poemas y dibujos para recorrer el mundo.[7]

Son varias las exposiciones donde ha participado:
- En 2015, en Roma, “Rifflessioni” junto a Federica di Benedetto.[8]
- En 2018, en Monzón, Primera exposición con láminas ilustradas y poemas en la feria de arte ARTERIA.
- En 2019, Segunda exposición “Poemas que nacen en los mapas” en Albalate de Cinca y en la Feria del libro de Monzón.[9]

## Premios y reconocimientos
En el certamen de poesía convocado por la Asociación de Cultura Popular de la Mujer “El Tazón-Santa Ana”, en Tudela ha recibido, sucesivamente:
- Mención honorífica en 2014 por su poema “Mi Pena Capital”, texto poético sobre el maltrato a la mujer.
- Mención honorífica en 2015 por su poema “Todas mis Alicias”.
- Segundo premio en 2017 con el poema “La Luchadora”.